# Transports en Équateur

Autoroutes à 2 voies ou plus dans chaque sens, au Équateur en 2025, en rouge

Les transports en Équateur sont marqués par la présence de la cordillère des Andes, qui structure le pays, avec une extension de 700km du nord au sud et de nombreux sommets de plus de 5000m. Historiquement, la région andine, dite Sierra était à la fois la zone la plus peuplée d'Équateur et le principal axe de transport (et ce depuis l'époque des incas, qui avaient tracé le Qhapaq Ñan du nord au sud de ce qui est maintenant l'Équateur), mais aujourd'hui la région côtière, dite Costa joue un rôle croissant voire dominant dans les réseaux de transport du pays, traduisant son expansion démographique et économique. Les transports en Équateur sont routiers, mais aussi fluviaux (en particulier en Amazonie), aériens (plusieurs compagnies relient les principales villes et desservent les îles Galápagos), et maritimes (pour le commerce international et le transport de passagers entre les différentes îles de l'archipel des Galápagos).

## Transport ferroviaire

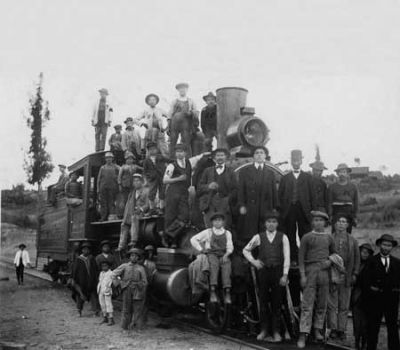
Personnel ayant travaillé à la construction du chemin de fer entre Quito en Guayaquil, avec la locomotive du voyage inaugural

Les chemins de fer en Equateur (carte interactive)
━━━ Itinéraires avec le trafic de passager
━━━ Routes en état utilisable
·········· Routes inutilisables ou démontés

Historiquement, le premier moyen de transport moderne qui a parcouru l'Équateur a été le train, qui a relié Quito à Guayaquil via Riobamba et Alausí, inauguré en 1908. Cette ligne a été considérée comme la plus difficile du monde, de par la topographie andine et la descente abrupte vers la côte. Un tronçon nord reliant Quito à Ibarra est inauguré en 1929, puis prolongé en 1957 jusqu'à San Lorenzo (Équateur) (en). La dernière ligne importante, celle atteignant Cuenca, est terminée en 1965 mais ne sera jamais desservie par un service fiable. En 1994, la plupart de ces tronçons sont abandonnés car non rentables face à la concurrence de la route, seul étant maintenu le trajet entre Ibarra et San Lorenzo pour lequel il n'existait pas de solution routière. Depuis l'achèvement de la route entre Ibarra et San Lorenzo, le chemin de fer en Équateur n'est plus exploité à des fins de transport de passager, mais certains tronçons sont maintenus à des fins touristiques, par exemple entre Ibarra et Lita ou entre Riobamba et la Nariz del Diablo, passage spectaculaire où la ligne la plus difficile du monde perd rapidement de l'altitude grâce à une descente en lacets.

## Transport routier

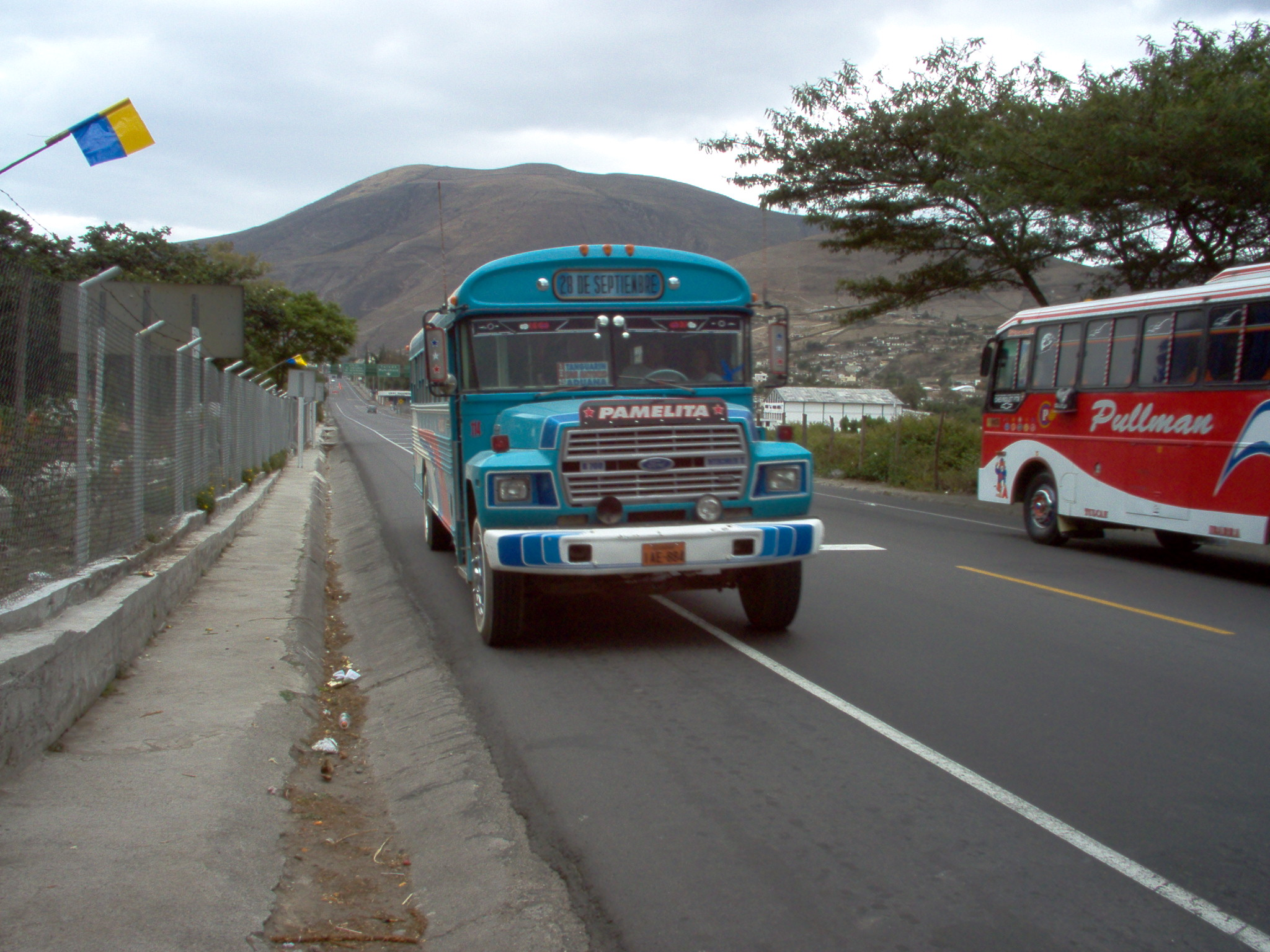
La route panaméricaine près d'Ibarra

La Sierra continue de jouer un rôle important dans les transports routiers en Équateur, en particulier dans le nord du pays. La Route panaméricaine parcourt la sierra sur toute sa longueur, mais se divise en deux branches au sud de Cuenca. L'une descend vers la côte, franchissant la frontière péruvienne près de Huaquillas, l'autre reste dans la sierra et franchit la frontière péruvienne à Macará. Dans la partie centre et sud du pays, l'importance de l'axe andin tend toutefois à s'estomper au profit de l'itinéraire passant par Guayaquil, dans la zone côtière. C'est en Équateur que les axes routiers reliant les Andes à l'Amazonie sont les plus développés, avec dix routes carrossables toute l'année (seulement quatre existaient déjà en 1970). L'existence de ces axes plus nombreux qu'en Colombie ou au Pérou (pays qui disposent pourtant de régions amazoniennes plus vastes et avec une étendue nord-sud plus importante) peut s'expliquer par la forte densité de population du couloir interandin en Équateur et l'étroitesse de la cordillère orientale qui le sépare du piémont amazonien.

## Transport aérien, maritime et fluvial
Les principaux aéroports internationaux en Équateur sont l'aéroport international Maréchal Sucre de Quito et l'Aéroport international José Joaquín de Olmedo de Guayaquil. Ces deux aéroports sont desservis par des vols directs en provenance de plusieurs pays d'Amérique latine, des États-Unis et d'Europe. Les principales villes du pays, ainsi que les îles Galápagos, sont desservies par des vols réguliers en provenance de Quito et de Guayaquil. Les vols intérieurs sont assurés par plusieurs compagnies dont TAME, la compagnie nationale, Icaro Air et AeroGal. La plupart des vols internationaux sont opérés par des compagnies étrangères, mais TAME et AeroGal assurent des vols pour Bogota, et cette dernière compagnie assure également des vols vers les États-Unis (Miami et New York). Le transport aérien par avionettes est utilisé dans la partie amazonienne du pays (Oriente) pour desservir des villages reculés.
Dans l'Oriente, le transport fluvial en pirogues ou en bateaux plus importants est utilisé en particulier sur les rivières Napo, Pastaza, Putumayo et Aguarico pour le commerce et le transport de passagers. Le passage de la frontière péruvienne à Nuevo Rocafuerte se fait par voie fluviale sur le Napo. Il permet la communication fluviale avec le Pérou et le Brésil, en aval.

## Annexes

Carte des principales routes de l'Équateur.